# Jonathan Edwards (homme politique)
David Jonathan Edwards, né le 26 avril 1976 à Capel Hendre, est un homme politique gallois qui est député pour Carmarthen East and Dinefwr de 2010 à 2024.
Il est élu député de Plaid Cymru, mais a été suspendu en mai 2020 après avoir été arrêté pour agression. Il siège ensuite en tant que député indépendant.

## Jeunesse
David Jonathan Edwards est né dans le Carmarthenshire le 26 avril 1976. Il fait ses études à Ysgol Maes yr Yrfa avant d'étudier l'histoire et la politique à l'Université du Pays de Galles à Aberystwyth. Il obtient un diplôme de troisième cycle en histoire internationale.
Il travaille pour Rhodri Glyn Thomas et Adam Price avant de travailler pour Plaid Cymru de 2005 à 2007. Il travaille chez Citizens Advice Cymru de 2007 à 2010.

## Carrière politique
Le député de Carmarthen East et Dinefwr, Adam Price, ne se représente pas aux élections générales de 2010 et Edwards est investi comme candidat de Plaid Cymru, et élu avec 35,6% des voix. En janvier 2012, Edwards présente une motion pour une assemblée de Cornouailles, soutenue par les collègues députés de Plaid Cymru Hywel Williams et Elfyn Llywd (en) et Paul Flynn du Labour. Il dirige la campagne victorieuse de Leanne Wood lors des élections à la direction de Plaid Cymru en 2012. À l'approche du référendum sur l'indépendance de l'Écosse de 2014, il est critiqué pour avoir déclaré que les unionistes «détestaient» leur pays.
Edwards est réélu aux élections générales de 2015 avec 38,4% des voix. Il est nommé chef du groupe Plaid Cymru à la Chambre des communes en mai 2015, poste qu'il occupe jusqu'en octobre 2015. Edwards soutient la chasse au renard et les plans des conservateurs d'assouplir la loi de 2004 sur la chasse en 2015. Les conservateurs gallois critiquent un dépliant écrit par Edwards pour Price en 2016 le décrivant comme Mab Darogan, une figure du folklore destinée à forcer les Anglais à quitter la Grande-Bretagne. En 2016, il appelle au retour des billets de banque gallois, qui, selon Plaid Cymru, pourraient être émis par le Lloyds Banking Group. Il appelle également au changement de nom de la Banque d'Angleterre en «Sterling Central Bank» afin de mieux refléter le Royaume-Uni dans son ensemble. Comme porte-parole de Plaid Cymru sur le Brexit, Edwards décrit le projet de loi sur le Brexit comme «le plus grand acte de destruction d'emplois de l'histoire économique galloise». Il présente un amendement qui aurait obligé le gouvernement à rendre compte de l'effet sur les finances publiques du Pays de Galles, qui est rejeté.
Il conserve son siège parlementaire lors des élections générales de 2017 avec 39,3% des voix. Dans un discours prononcé lors de la conférence de printemps de Plaid Cymru en mars 2018, Edwards met en garde contre tout mouvement politique de son parti vers la gauche: J'appelle mon parti à ne pas répondre aux défis électoraux auxquels nous sommes confrontés par les travaillistes de Corbyn en basant notre stratégie politique sur la subtilités de la théorie socialiste,. Plus tard dans l'année, il critique Wood pour ne pas comprendre à quel point le Brexit est important et soutient Adam Price lors de l'élection à la direction de Plaid Cymru en 2018. En mars 2019, Edwards vote pour un amendement déposé par les membres du groupe indépendant appelant à un deuxième vote public sur l'adhésion à l'UE.
Edwards est réélu aux élections générales de 2019 au Royaume-Uni avec 38,9% des voix.
Il est arrêté pour agression le 20 mai 2020 et suspendu du groupe Plaid Cymru lors de l'enquête policière, siégeant en tant qu'indépendant. Le 27 juin, Edwards accepte une mise en garde de la police pour violence domestique contre sa femme et il est suspendu de Plaid Cymru dans l'attente d'une enquête. Il dit qu'il est "profondément désolé" et que c'est "le plus grand regret" de sa vie; sa femme Emma accepte ses excuses. Le 15 juillet 2020, Edwards est officiellement suspendu du parti pendant 12 mois après que le comité disciplinaire a conclu son enquête interne.

## Vie privée
Edwards vit à Ammanford. Il est marié à Emma Edwards et a deux enfants. Il a été arrêté parce qu'il était soupçonné d'avoir agressé sa femme en juin 2020.